# Molasa

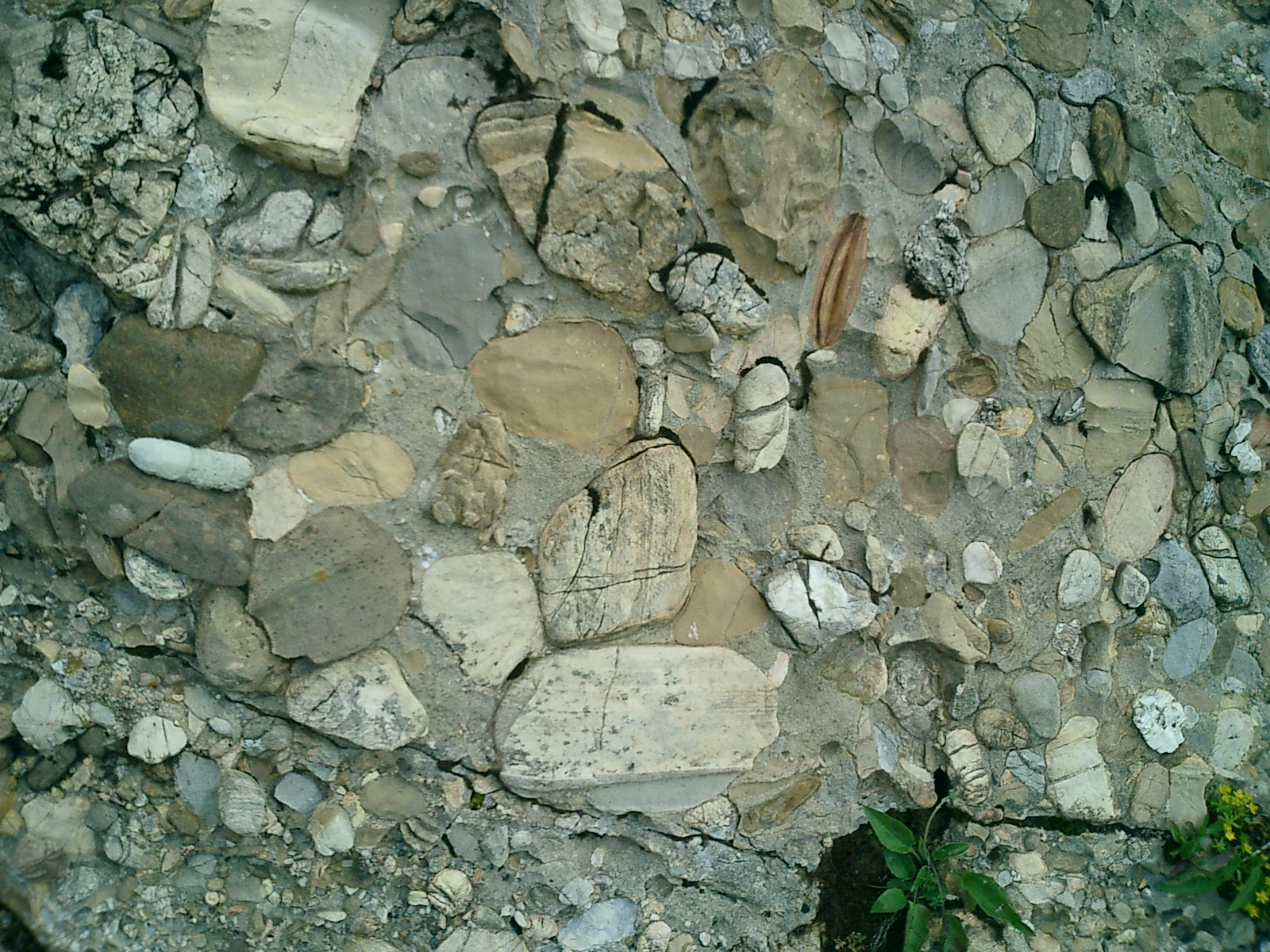
Detalle de una molasa (Prealpes suizos)

En la geología se denomina molasa a una asociación de rocas sedimentarias clásticas de origen terrestre y marino que forman depósitos costeros. Constituyen principalmente areniscas y pizarras y se depositan en playas, lagunas, ríos y pantanos.
En excavaciones superficiales admite taludes verticales de gran altura.